# Seleção Serra-Leonesa de Futebol
A Seleção Serra-Leonesa de Futebol representa Serra Leoa nas competições de futebol da FIFA. Ela é filiada também à CAF e à WAFU.
Disputou três edições da Copa das Nações Africanas (1994, 1996 e 2021), e em todas caiu na primeira fase. Nunca disputou uma Copa do Mundo em sua história.

## História

Logotipo antigo

Serra Leoa disputou sua primeira partida oficial em agosto de 1949, contra a Nigéria (ambas eram colônias britânicas), saindo derrotada por 2 a 0. Em 1971, enfrentou pela primeira vez uma seleção não-africana, a Alemanha Oriental, que saiu vitoriosa por 1 a 0; três anos depois, enfrentou a China, que venceria os serra-leoneses por 4 a 1.
Em 1994 e 1996, disputou a Copa das Nações Africanas, mas acabou caindo na primeira fase em ambas. No entanto, obteve uma marca histórica: o atacante Mohamed Kallon tornou-se o jogador mais jovem a marcar um gol por sua seleção: aos 15 anos e 192 dias, marcou o gol da vitória de Serra Leoa sobre Burkina Faso por 2 a 1.

## Títulos
| CONTINENTAIS | CONTINENTAIS        | CONTINENTAIS | CONTINENTAIS |
|              | Competição          | Vezes        | Ano          |
| ------------ | ------------------- | ------------ | ------------ |
|              | Copa Amílcar Cabral | 2            | 1993 e 1995  |

## Campanhas de destaque
- Copa Amílcar Cabral

- 2º lugar - 1984, 1986
- 3º lugar - 1991
- 4º lugar - 1987, 1988, 1989

## Desempenho em Competições

### Copa do Mundo
- 1930 a 1970 – Não entrou
- 1974 a 1986 – Não se classificou
- 1990 – Não entrou
- 1994 – Desistiu
- 1998 a 2022 – Não se classificou

### Campeonato Africano das Nações
- 1957 a 1968 – Não entrou
- 1970 – Desistiu
- 1972 – Não entrou
- 1974 – Não se classificou
- 1976 – Não entrou
- 1978 – Não se classificou
- 1980 – Não entrou
- 1982 – Não se classificou
- 1984 – Não se classificou
- 1986 – Desistiu
- 1988 – Não se classificou
- 1990 – Desistiu
- 1992 – Não se classificou
- 1994 – Eliminada na fase de grupos
- 1996 – Eliminada na fase de grupos
- 1998 – Desistiu
- 2000 – Desclassificada por causa da guerra civil
- 2002 a 2017 – Não se classificou
- 2019 – Suspensa pela FIFA
- 2021 – Eliminada na fase de grupos
- 2023 a 2025 – Não se classificou

## Recordes
19 de novembro de 2024
Jogadores em negrito ainda em atividade pela Seleção Serra-Leonesa.
| Pos. | Jogador               | Partidas | Gols | Em atividade |
| ---- | --------------------- | -------- | ---- | ------------ |
| 1    | Umaru Bangura         | 55       | 4    | 2006–2022    |
| 2    | Ibrahim Bah           | 45       | 3    | 1986–1998    |
| 3    | Mohamed Kallon        | 40       | 8    | 1995–2012    |
| 4    | Kei Kamara            | 39       | 7    | 2008–2022    |
| 5    | Sheriff Suma          | 37       | 3    | 2010–2019    |
| 6    | Kwame Quee            | 35       | 3    | 2012–        |
| 7    | Mohamed "Medo" Kamara | 33       | 1    | 2015–        |
| 8    | Julius Wobay          | 32       | 4    | 2001–2018    |
| 8    | Yeami Dunia           | 32       | 0    | 2012–        |
| 10   | Ibrahim Kargbo        | 31       | 1    | 2000–2013    |

| # | Jogador          | Gols | Partidas | Média por jogo | Em atividade |
| - | ---------------- | ---- | -------- | -------------- | ------------ |
| 1 | Mohamed Kallon   | 8    | 40       | 0.2            | 1995–2012    |
| 2 | Kei Kamara       | 7    | 39       | 0.18           | 2008–2022    |
| 3 | Lamine Conteh    | 6    | 20       | 0.3            | 2010–2016    |
| 4 | Alhaji Kamara    | 5    | 19       | 0.25           | 2012–        |
| 4 | Augustus Kargbo  | 5    | 21       | 0.24           | 2021–        |
| 6 | Teteh Bangura    | 4    | 12       | 0.33           | 2011–2014    |
| 6 | Alhassan Kamara  | 4    | 16       | 0.25           | 2012–2018    |
| 6 | Abu Kanu         | 4    | 16       | 0.29           | 1994–2003    |
| 6 | Mustapha Bangura | 4    | 17       | 0.24           | 2005–2016    |
| 6 | Julius Wobay     | 4    | 32       | 0.13           | 2001–2018    |
| 6 | Umaru Bangura    | 4    | 55       | 0.07           | 2006–2022    |